# Mateu Ferrer i Oller
Mateu Ferrer i Oller (* 1788 in Barcelona; † 4. Januar 1864 ebenda) war ein katalanischer Komponist, Organist, Orchesterleiter und Kapellmeister.

## Leben und Werk
Mateu Ferrer i Oller studierte Komposition bei Francesc Queralt und Orgelspiel bei Carles Baguer.
1815 wurde er als Nachfolger von Baguer Organist an der Kathedrale von Barcelona.  Diese Stelle bekleidete er bis zu seinem Lebensende. 1827 wurde er Direktor des Barceloneser Teatre de la Santa Creu und trat in die Nachfolge von Ramon Carnicer. 1830 wurde er zum Kapellmeister der Barceloneser Kathedrale ernannt.
Er war Lehrer von Musikern wie dem Komponisten und Musikwissenschaftler Baltasar Saldoni, dem Instrumentalmusiker und Komponisten Nicolau Manent und dem Tenorsänger, Orchesterleiter und Komponisten Francesc Porcell.
Aus seinem kompositorischen Werk treten deutlich ein Benedictus und ein Responsorium heraus. Er komponierte auch ein Oratorium mit dem Titel Nebukadnezar, das in der Kirche St. Philip Neri uraufgeführt wurde, und Opernfragmente, die im Teatre de la Santa Creu aufgeführt werden sollten. Darüber hinaus komponierte er Werke für Gesang sowie für Tasteninstrumente.
Mateu Ferrer wurde allgemein in Barcelona mit dem Kosenamen Mateuet (kleiner Mateu) angesprochen. Er war ein außerordentlich talentierter und in der Stadt hoch geachteter Organist. Er war für sein herausragendes Improvisationsspiel auf Basis von Fugen bekannt. Seine diesbezüglichen Fähigkeiten wurden weit über Katalonien hinaus bekannt. Sein Tod im Januar 1864 löste große Betroffenheit aus. Die Bürger Barcelonas verabschiedeten sich in einer großen Trauerfeier in der Kirche Santa Maria del Mar von ihrem Organisten.